# 박철 (1883년)
박철(朴澈, 일본식 이름: 村井澈무라이 데쓰, 1883년 6월 11일 ~ ?)은 일제강점기의 관료로, 충청북도 충주군 엄정면 출신이다.

## 생애
1912년 3월 경성고등보통학교 교원속성과를 졸업했으며, 보은공립보통학교 부훈도(1912년 4월 1일 임명), 청주공립보통학교 부훈도(1913년 ~ 1914년), 청주공립보통학교 훈도(1914년 12월 31일 임명), 용산리공립보통학교 훈도(1916년 ~ 1917년), 제천공립보통학교 훈도(1918년 ~ 1920년)를 역임했다.
1921년부터 1929년까지 충청북도 도시학(道視學)을 역임했으며, 1925년부터 1929년까지 충청북도사범학교 교유(敎諭)를 겸임했다. 1928년 11월 16일 일본 정부로부터 쇼와 대례 기념장을 받았으며, 1929년 4월 13일 충청북도 음성군수, 1931년 9월 28일 충청남도 내무부 학무과 도이사관으로 각각 임명되었다.
1932년부터 1935년까지 충청북도 내무부 지방과 촉탁으로 근무했으며, 1935년 7월 20일부터 1941년까지 충청남도 사회주사를 역임했다. 충청남도 사회주사 재직 시절 미나미 지로 조선총독의 훈시를 실천할 것을 강조하는 글을 발표했으며, 1935년 10월 1일 조선총독부로부터 시정 25주년 기념 표창과 은배 1조를 받았다. 1937년 2월 25일부터 1939년까지 경성보호관찰소 촉탁보호사를 역임했다.
1938년 7월 30일부터 1941년까지 충청남도 내무부 사회과장을 역임했으며, 1939년 6월 17일 일본 정부로부터 훈6등 서보장을 받았다. 중일 전쟁 당시 군인 및 유가족 위문, 국방사상 보급을 위한 인쇄물 편집 및 배포, 애국기 헌납운동, 국방헌금 모금운동에 관한 업무를 적극 수행했으며, 1940년 4월 29일 중일 전쟁에 협력한 공로를 인정받아 일본 정부로부터 훈6등 단광욱일장을 받았다. 이러한 경력으로 인해 민족문제연구소의 친일인명사전 수록자 명단의 관료 부문, 친일반민족행위진상규명위원회가 발표한 친일반민족행위 705인 명단에 포함되었다.
1940년 9월 30일 고등관 5등, 1940년 11월 15일 종6위에 각각 서위되었으며, 1942년 7월 충북창고(忠北倉庫)주식회사 이사를 역임했다.
광복 이후에 청주여자중학교 교장, 충청북도 학무국장, 대한적십자사 충북지사장, 북이주조공장(北二酒造工場) 사장, 청주로타리클럽 회장 등을 역임했다.

## 참고자료
- 친일반민족행위진상규명위원회 (2009). 〈박철〉. 《친일반민족행위진상규명 보고서 Ⅳ-7》. 서울. 278~287쪽.